# 서산예천초등학교
서산예천초등학교는 대한민국 충청남도 서산시에 있는 공립 초등학교이다.

## 학교 연혁
- 2008년 1월 31일 서산예천초등학교 설립인가
- 2008년 3월 1일 개교(13학급 450명)
- 2008년 3월 7일 병설유치원 개원(2학급 45명)
- 2020년 1월 7일 제12회 졸업 125명(총 1486명)
- 2020년 3월 1일 초등 23학급, 유치원 2학급

## 참고 자료
- 서산예천초등학교 - 한국교육학술정보원 학교알리미